# Хвостов, Иван Степанович
Иван Степанович Хвостов (19 января 1914, Ягодное, Сапожковский уезд, Рязанская губерния, Российская империя — 18 февраля 1984, Москва) — советский хозяйственный, государственный и политический деятель, Герой Социалистического Труда.

## Биография
Родился в 1914 году в селе Ягодном.
С 1932 года — на хозяйственной, общественной и политической работе. В 1932—1984 гг. — ученик слесаря на заводе в Москве, на инженерно-экономических должностях на предприятиях и в организациях наркоматов авиационной и лесной промышленности, на ответственной работе в аппарате ЦК КПСС, директор Московской мебельной фабрики
№ 1, директор Московского ордена Трудового Красного Знамени мебельно-сборочного комбината № 1 Министерства лесной, целлюлозно-бумажной и деревообрабатывающей промышленности СССР. Член КПСС с 1940 года.
Указом Президиума Верховного Совета СССР от 17 декабря 1980 года присвоено звание Героя Социалистического Труда с вручением ордена Ленина и золотой медали «Серп и Молот».
Делегат XXVI съезда КПСС.

Могила на Ваганьковском кладбище

Умер в Москве в 1984 году. Похоронен на Ваганьковском кладбище.

## Память
Имя И. С. Хвостова присвоено проезду в микрорайоне Сходня городского округа Химки Московской области.